# NXT TakeOver 2014
NXT TakeOver (2014) was een professioneel worstel- en WWE Network evenement dat georganiseerd werd door WWE voor hun NXT brand. Het inaugurele NXT TakeOver evenement vond plaats op 29 mei 2014 in NXT's thuis arena, Full Sail University in Winter Park, Florida.

## Matches
| Nr. | Match                                                      | Winnaar(s)     | Opmerkingen                                                                 | Bron  |
| --- | ---------------------------------------------------------- | -------------- | --------------------------------------------------------------------------- | ----- |
| 1   | Adam Rose vs. Camacho                                      | Adam Rose      | Eén-op-één match.                                                           | [ 2 ] |
| 2   | The Ascension (Konnor & Viktor) (c) vs. El Local & Kalisto | The Ascension  | Tag Team match voor het NXT Tag Team Championship.                          | [ 2 ] |
| 3   | Tyler Breeze vs. Sami Zayn                                 | Tyler Breeze   | Eén-op-één match om Number 1 Contender te worden voor het NXT Championship. | [ 2 ] |
| 4   | Charlotte (met Ric Flair) vs. Natalya (met Bret Hart)      | Charlotte (nc) | Eén-op-één match voor het vacante NXT Women's Championship.                 | [ 2 ] |
| 5   | Adrian Neville (c) vs. Tyson Kidd                          | Adrian Neville | Eén-op-één match voor het NXT Championship.                                 | [ 2 ] |